# Limoux
Limoux är en kommun i departementet Aude i regionen Occitanien  i södra Frankrike. Kommunen ligger  i kantonen Limoux som ligger i arrondissementet Limoux. År 2022 hade Limoux 10 339 invånare.

## Befolkningsutveckling
Antalet invånare i kommunen Limoux
Referens: INSEE

## Galleri

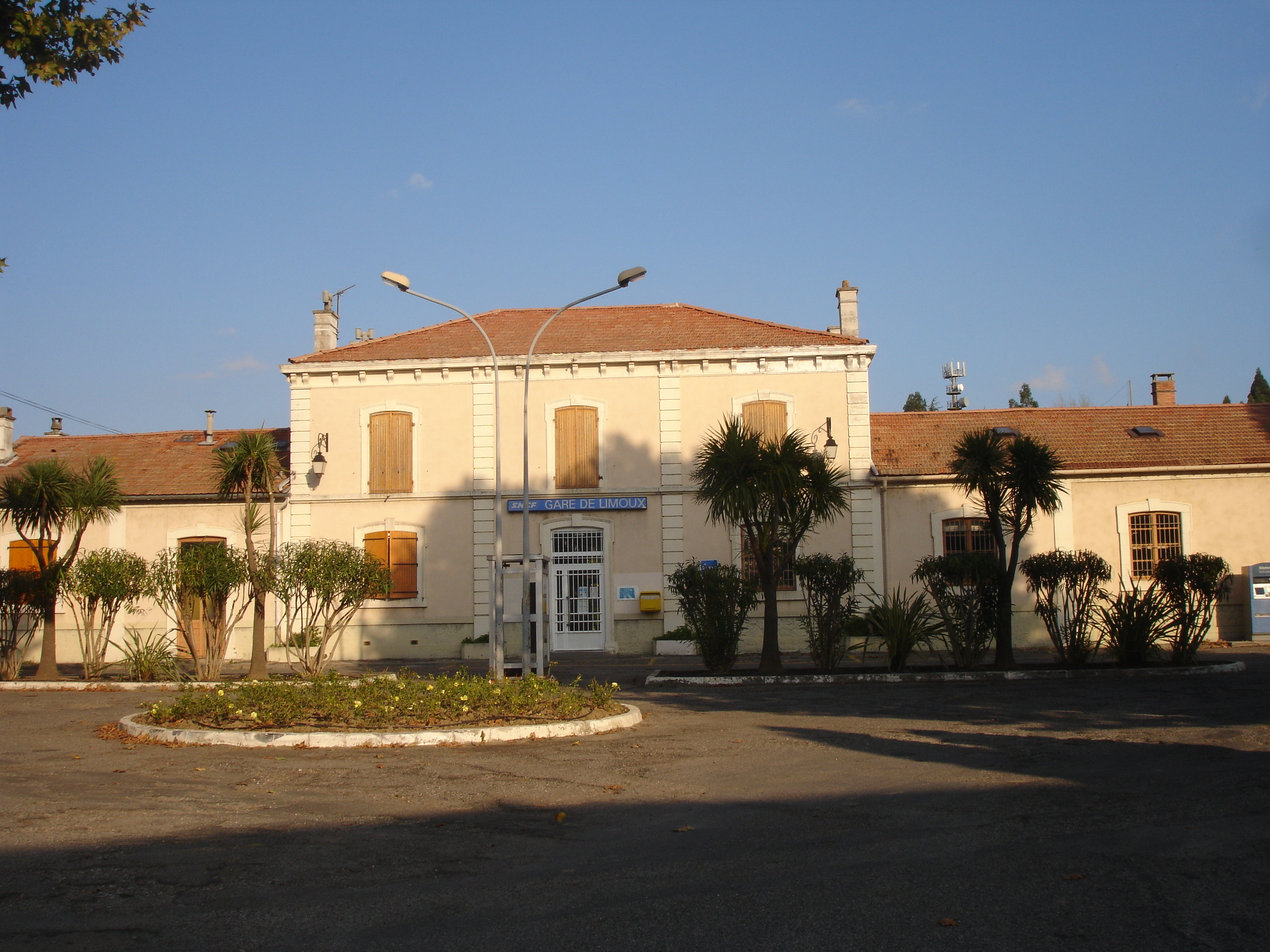
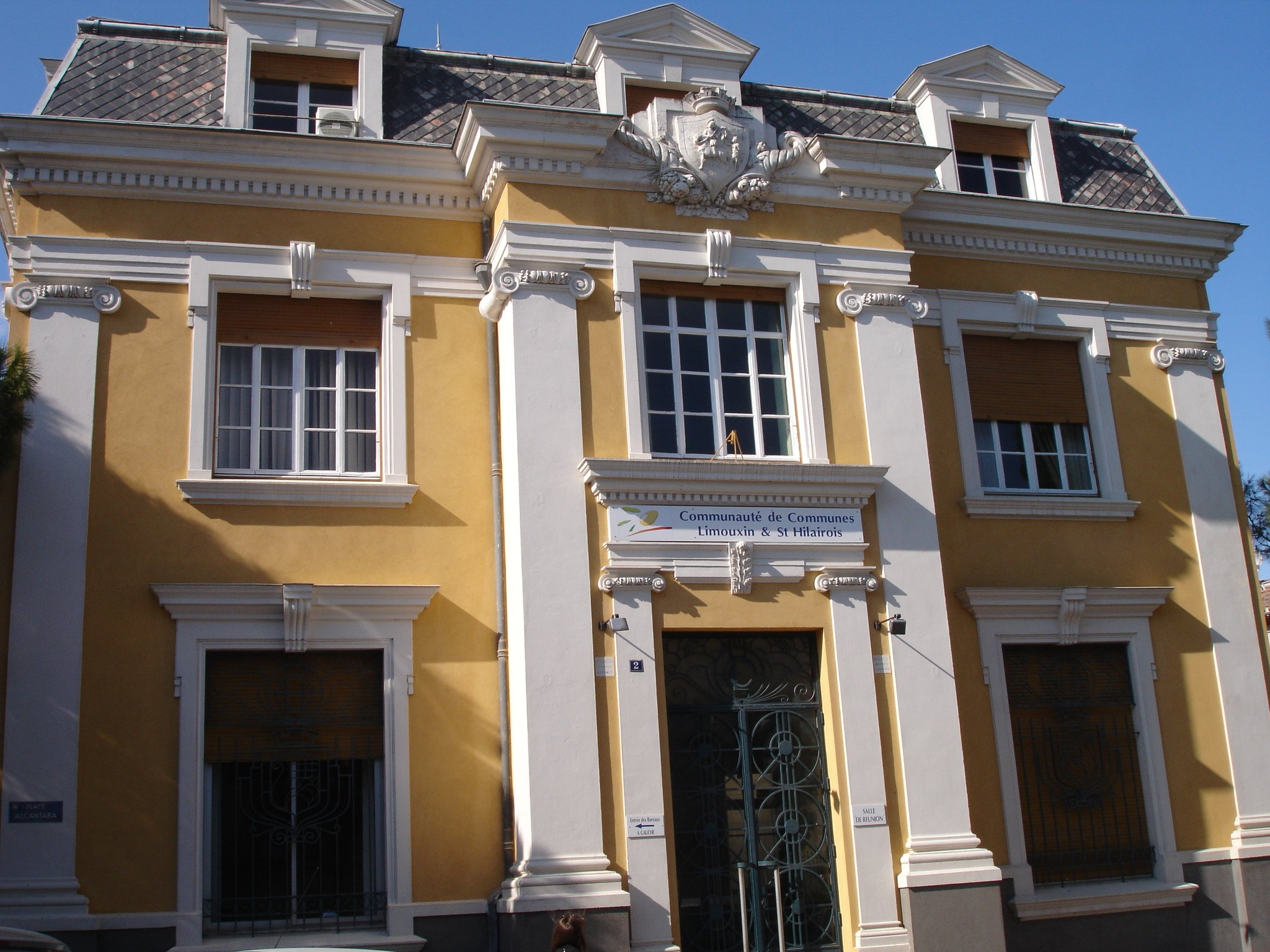
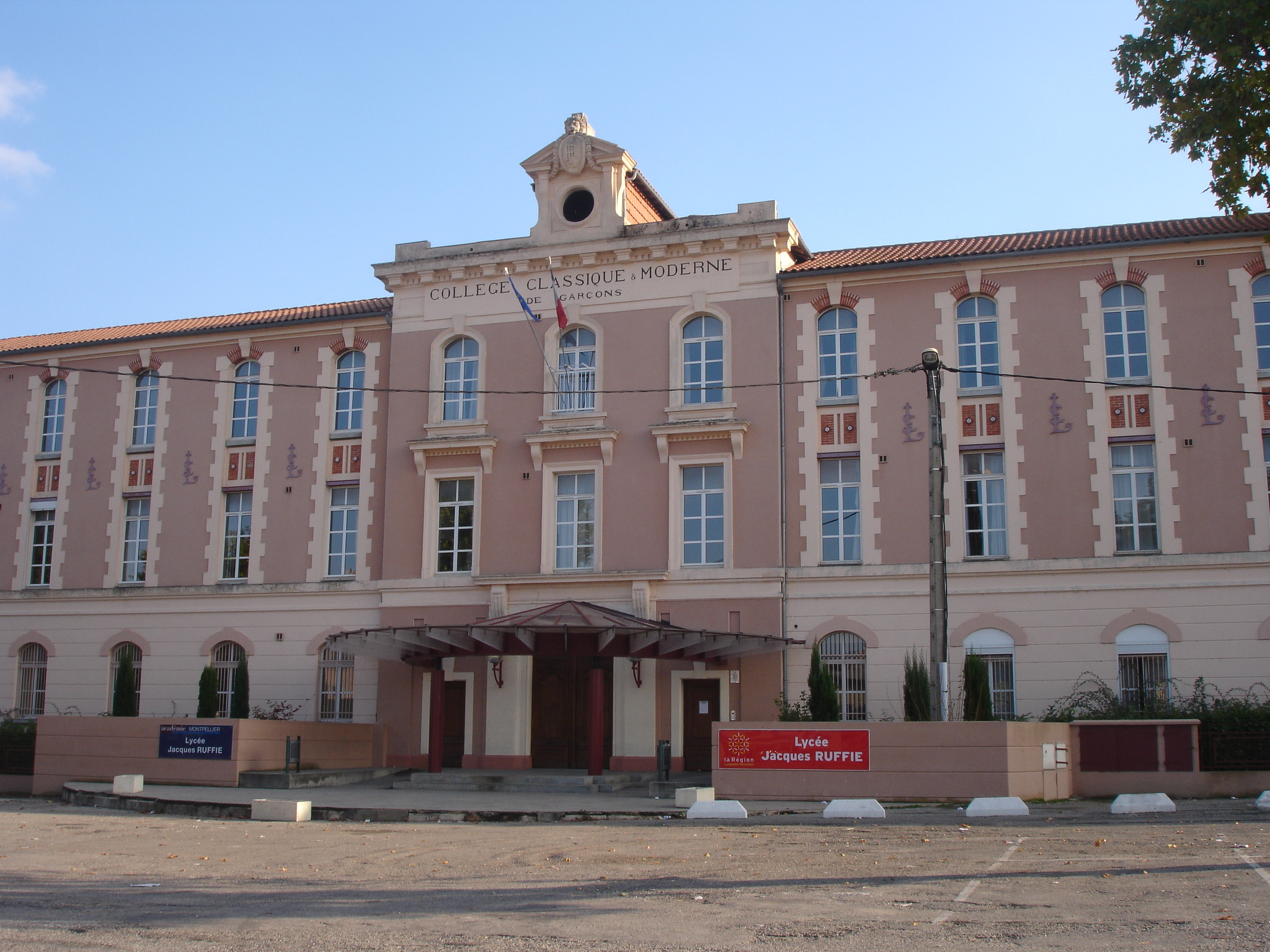
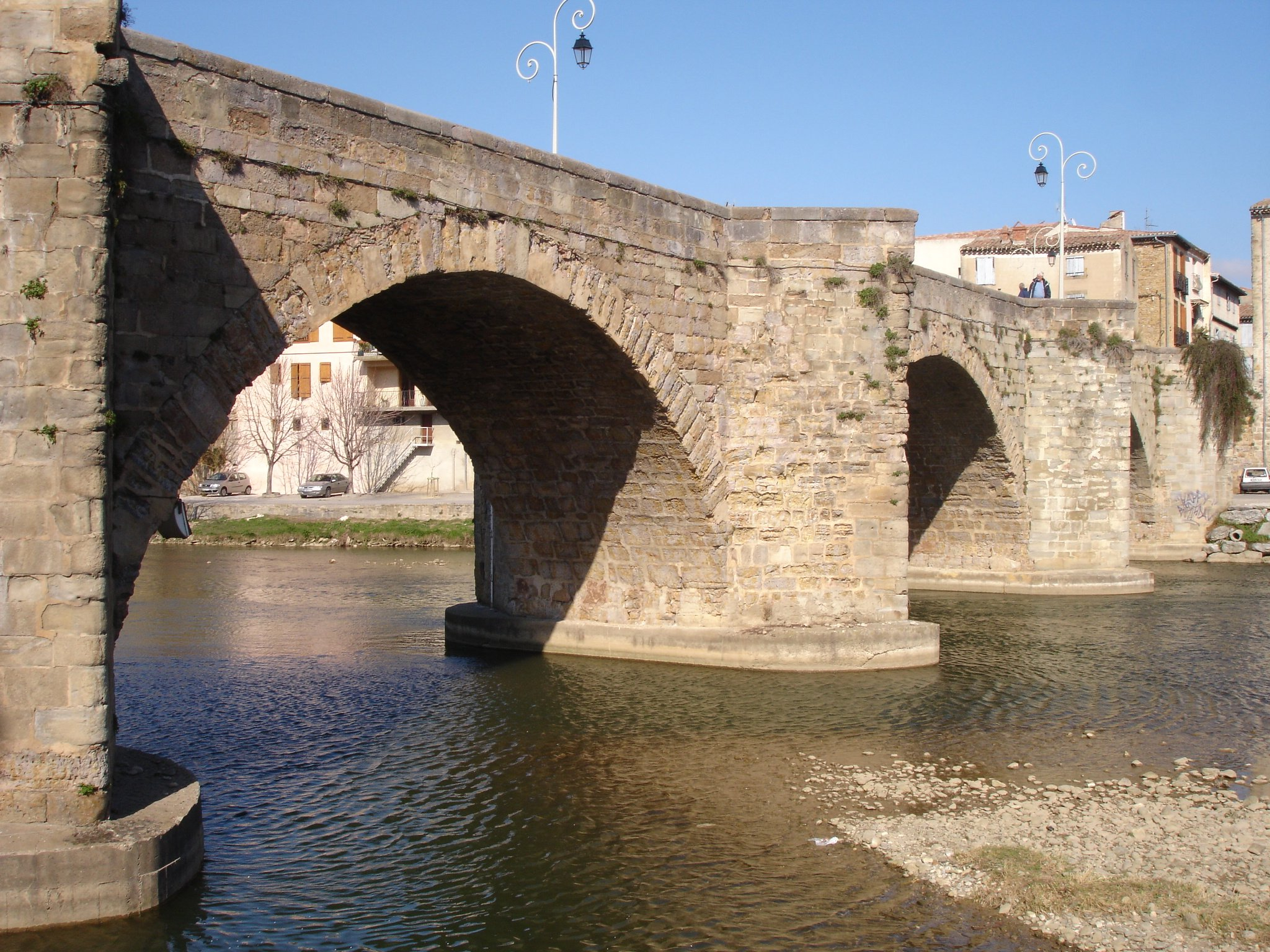
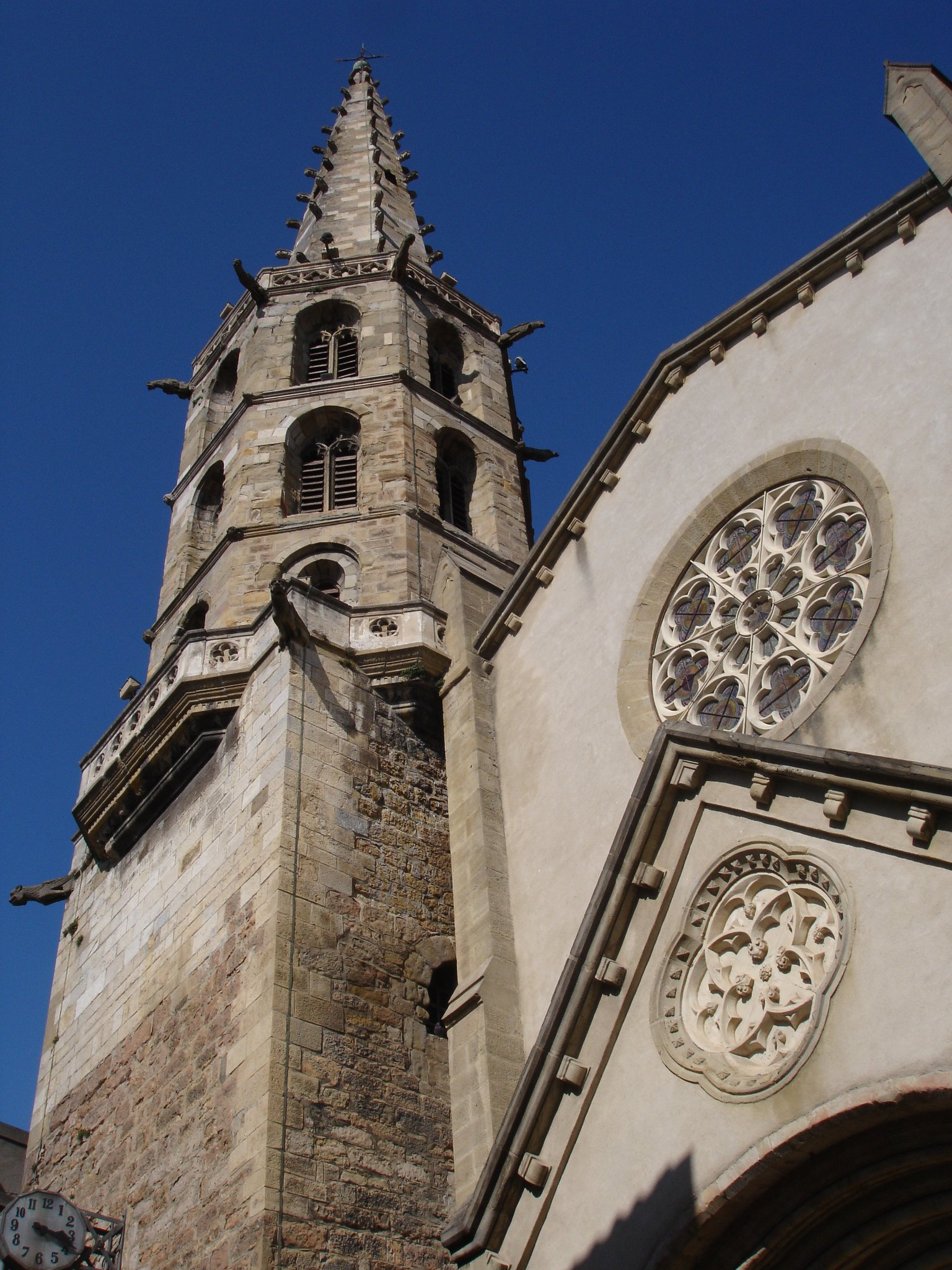
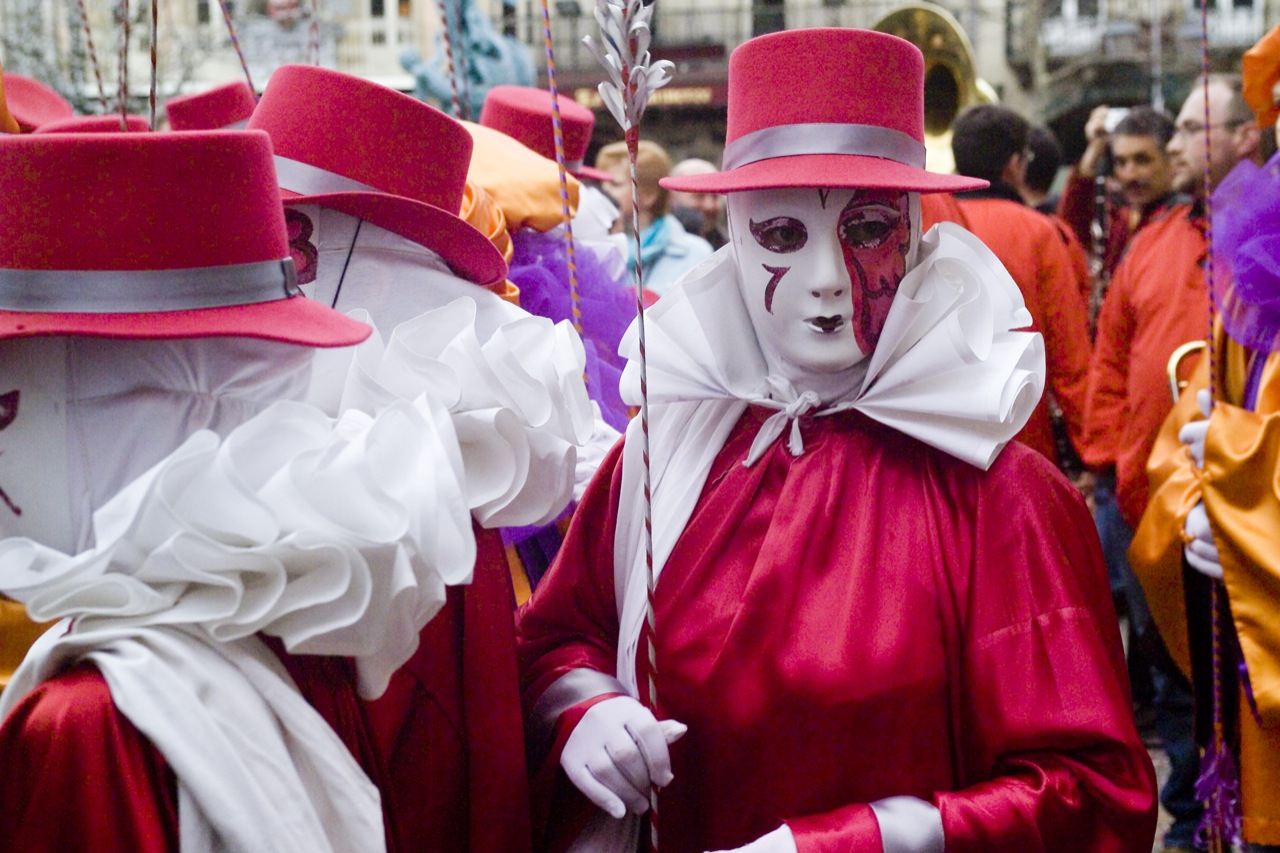
Karnevalen